# Arne Næss
Arne Dekke Eide Næss (født 27. januar 1912, død 12. januar 2009) var en norsk filosof og miljøforkæmper, som i perioden fra 1939 til 1970 var professor ved universitetet i Oslo. Han betragtes som grundlæggeren af dybdeøkologien og den såkaldte Oslo-skole. Desuden har hans lærebøger i logik, inferens og filosofihistorie bidraget til at give filosofien en central position i det akademiske og intellektuelle liv i efterkrigstiden i Norge.

## Biografi
Arne Næss opnåede at få en magistergrad i filosofi i 1933, som den yngste nogensinde, og en ph.d.-grad i 1936 med afhandlingen Erkenntnis und wissenschaftliches Verhalten (dansk titel: Erkendelse og videnskabelig adfærd). Ved ansættelse som professor ved universitetet i Oslo 1939, var han 27 år gammel. Han var ansat som professor frem til 1970.
Næss var kendt som en dygtig bjergbestiger, og indførte bolt-teknikken i Norge. Han var desuden onkel til den afdøde finansmand Arne Næss, Jr.. Han stod i spidsen for klatringsekspeditioner til Mir Tirich i Pakistan i 1950 og 1964. Næss var en ivrig bokser livet igennem. 
Som dybdeøkologiens far og grundlægger, blev Næss i 1997 udnævnt til æresmedlem af miljøpartiet De Grønne, et parti han med sin økosofi og sine otte dybdeøkologiske punkter har været med til at forme, ikke bare i Norge, men i lande så fjerne som Vanuatu, Tasmanien, Taiwan og Chile.
Næss har indtaget ærespladsen på partiet De grønnes Oslo-valgliste til kommunevalg og stortingsvalg i alle år siden partiets grundlæggelse i 1987.
I sin senere tid har Næss være optaget af at formidle sin filosofi til folket, blandt andet i flere bogudgivelser med Inga Bostad.
Arne Næss modtog i 2002 Nordisk Råds Natur- og Miljøpris.
I 2005 blev Næss udnævnt til kommandør med stjerne af Den Kongelige Norske St. Olavs Orden for samfundsnyttig indsats. 

## Filosofi
Som filosof hørte Næss hjemme i den nypositivistiske tradition, som både dens talsmand og dens kritiker. Nypositivistismen – eller den logiske positivisme – blev først udformet som et teoretisk program i mellemkrigstiden af den såkaldte Wienerkreds, som Næss have kontakt med under opholdet i Wien i midten af 1930'erne. I hans variant fik neopositivismen dels et videnskabsfilosofisk og dels en sprogfilosofisk udformning.
I sin doktorafhandling Erkenntnis und wissenschaftliches Verhalten giver Næss en teoretisk begrundelse for den positivistiske grundtanke, at der kun eksisterer én form for erkendelse af virkeligheden, nemlig den videnskabelige, og at der kun forefindes én form for videnskabelighed, nemlig den naturvidenskabelige. Al anden form for erkendelse – traditionel filosofi, kunst, religion – forkastes som metafysik. I Næss' senere skrifter, bl.a. Notes on the Foundation of Psychology as a Science (dansk titel: Bemærkninger om psykologien som videnskab, 1948), uddyber Næss denne position.
Siden 1960'erne blev Næss imidlertid mere og mere optaget af de problematiske sider af det positivistiske program omkring enhedsvidenskaben, og i skriftet Pluralist and Possibilist Aspect of the Scientific Enterprise (dansk titel: Pluralistiske og mulige træk ved den videnskabelige virksomhed, 1972) erstattes positivismen med pluralismen. Parolen er ikke længere enhedsvidenskaben, men teorimangfoldigheden: Til enhver tid kan og bør det være en række konkurrerende og indbyrdes uforenlige videnskabelige teorier, som alle kan siges at være i overensstemmelse med virkeligheden. Mens Næss tidligere anså den objektive, positivistiske videnskab som et vigtigt redskab mod udbredelsen af en totalitær politik, som tænkte med blodet, er denne videnskab blevet en del ad den herskende ideologi.
Næss' sprogfilosofi – den empiriske semantik – blev lanceret allerede i 1938 i undersøgelsen Truth as Conceived by those who are not Professional Philosophers. Dette var et forsøg på et løse det traditionelle filosofiske problem om sandheden ved at undersøge, hvad folk opfatter med ordet sandhed. Det sprogfilosofiske hovedværk er: Tolkning og presisering (1953), hvis tolknings- og forståelseslære i den populariserede udgave er en del af de elementære logiske emner, som i en årrække var obligatorisk stof for studerende ved de forberedende prøver i filosofi (senere kaldet Examen philosophicum) ved norske universiteter. Næss' empiriske semantik har dermed haft stor indflydelse på det intellektuelle tankesæt i efterkrigstiden i Norge, men må samtidig anses for langt mindre betydningsfuldt – filosofisk set – end hans videnskabsteoretiske undersøgelser.
Næss spillede en helt afgørende rolle for etableringen af den nye samfundsforskningen i Norge efter 2. verdenskrig. Med sin alsidige orientering, teoretiske skarpsindighed og empiriske interesse blev han et centralt og selvfølgeligt samlingspunkt. Bl.a. ledede han det store UNESCO-projekt Democracy, Ideology and Objectivity i 1956 og startede og redigerede Inquiry i 1958 – et tværfagligt tidsskrift for filosofi og samfundsteori.
Næss markerede sig ved forskellige anledninger med radikale politiske standpunkter. I 1952 udgav han sammen med bl.a. Vilhelm Aubert, Harald Ofstad og Arild Haaland: Tenk en gang til. Et pacifistisk indlæg mod antikommunisme og koldkrigspropaganda. Han har ydermere skrevet analyser af Gandhis ikke-voldsfilosofi, og siden 1970'erne har han engageret sig i miljøbevægelsen og organisationen Fremtiden i våre hender. I denne sammenhæng har hans bog Økologi, samfunn og livsstil (1976) en central position, idet han har udformede det filosofiske og teoretiske grundlag for en ny økologisk samfundsetik og -politik kaldet økosofi.